# تفسير مشكاة
تفسير مشكاة هو تفسير للقرآن من تأليف العالم الفقيه الشيعي المعاصر محمد علي أنصاري باللغة الفارسية. أكد المؤلف في تفسيره على الجانب الأخلاقي، وهو مكتوب بشكل أساسي لعامة الناس، استفاد المؤلف من القصائد الفارسية القديمة والجديدة، بالإضافة إلى التاريخ وعلم الاجتماع والملاحظات العلمية الأخرى.

## مواصفات الكتاب
حتى الآن يوجد 3 مجلدات من إجمالي 40 مجلدًا، والتي وفقًا للمؤلف سيتم نشرها في غضون 15 عامًا. يتكون المجلد الأول من هذا العمل من جزأين. ويناقش الجزء الأول مقدمة للتفسيروالجزء الثاني يبدء بالتفسير، تغطي سورة الفاتحة الجزء الأول ويغطي المجلد الثاني الآيات من 1 إلى 47 من السورة القرآنية الثانية. يغطي المجلد الثالث الآيات من 48 إلى 104 من السورة القرآنية الثالثة.